# NGC 3202
NGC 3202 is een balkspiraalstelsel in het sterrenbeeld Grote Beer. Het hemelobject werd op 3 februari 1788 ontdekt door de Duits-Britse astronoom William Herschel.

## Tania Borealis
Vanaf de aarde gezien bevindt het stelsel NGC 3202, samen met de stelsels NGC 3205 en NGC 3207, zich schijnbaar op twee derden van een graad ten oosten van de ster Tania Borealis (Lambda Ursae Majoris / 33 Ursae Majoris). Amateurastronomen, gewapend met telescopen, kunnen Tania Borealis aanwenden als gidsster om op zoek te gaan naar het drietal sterrenstelsels.

## Synoniemen
- UGC 5581
- MCG 7-21-41
- ZWG 211.44
- AM 1017-262
- PGC 30236